# Lisac (otok)
Lisac je nenaseljeni otočić u Velebitskom kanalu, oko 100 metara od obale, u mjestu Sveti Juraj.
Površina hridi je 18.481 m2, duljina obalne crte 539 m, a visina 26 metara.